# Roztoky u Semil
Roztoky u Semil (en allemand : Rostok) est une commune du district de Semily, dans la région de Liberec, en République tchèque. Sa population s'élevait à 109 habitants en 2021.

## Géographie
Roztoky u Semil se trouve à 7 km au nord-nord-est de Semily, à 26 km au sud-est de Liberec et à 93 km au nord-est de Prague.
La commune est limitée par Zlatá Olešnice au nord, par Vysoké nad Jizerou à l'est, par Příkrý au sud et par Bozkov et Jesenný à l'ouest.

## Histoire
La première mention écrite de la localité date de 1356.

## Transports
Par la route, Roztoky u Semil se trouve à 4 km de Vysoké nad Jizerou, à 14 km de Semily, à 34 km de Liberec et à 119 km de Prague.